# Minuscule : La Vallée des fourmis perdues
Série
Minuscule 2 : Les Mandibules du bout du monde
(2019)
Pour plus de détails, voir Fiche technique et Distribution.
Minuscule : La Vallée des fourmis perdues est un film d'animation franco-belge réalisé par Hélène Giraud et Thomas Szabo sorti en 2014 et produit par Philippe Delarue. Le film est tiré du même univers créatif que la série télévisée d'animation Minuscule : La Vie privée des insectes. Comme la série, le film mélange de l'animation en images de synthèse et des décors en prises de vue réelles. Il emploie aussi la technique du cinéma en relief.
Le film a reçu le César du meilleur film d'animation en 2015. Une suite, Minuscule 2 : Les Mandibules du bout du monde, est sortie en 2019. Un troisième film a été annoncé en cours de développement.[réf. nécessaire]

## Synopsis
Une colonie de fourmis noires des bois travaille activement à sa survie. Un jour, les fourmis noires tombent sur les restes d'un pique-nique : c'est la ruée vers les aliments abandonnés. L'une des fourmis s'aventure à explorer une grosse boîte métallique restée entrouverte. Elle y découvre un véritable trésor : la boîte est remplie de sucre. Les fourmis noires s'unissent pour transporter la boîte, beaucoup plus grosse qu'elles, jusque dans un lieu sûr. Mais le trésor attire l'attention et la convoitise d'une féroce colonie de fourmis rouges . Bientôt, la petite fourmi noire qui a découvert la boîte, la coccinelle qui se trouvait à l'intérieur au moment de la découverte ainsi que la colonie des fourmis noires se retrouvent lancées dans une fuite éperdue en territoire inconnu, avec une armée de fourmis rouges à leurs trousses.

## Fiche technique
- Titre original français : Minuscule : La Vallée des fourmis perdues
- Titre anglais : Minuscule: Valley of the Lost Ants
- Réalisation et scénario : Hélène Giraud et Thomas Szabo
- Musique : Hervé Lavandier
- Direction de production : Olivier Bizet, Pierre-Marie Fenech, Jean-Paul Guyon
- Production : Philippe Delarue
- Sociétés de production : Futurikon, Entre chien et Loup, Nozon, 2d3d Animations.
- Studios d'animations : Nozon, 2d3d Animations.
- Sociétés de distribution : Futurikon, Le Pacte, les éditions Montparnasse, Lionsgate (États-Unis)
- Pays de production :  France et  Belgique
- Langue originale : aucune (sonore sans dialogue)
- Dialogues : Kiné Kay[réf. nécessaire]
- Budget : 10 000 000 €[3]
- Durée : 89 minutes
- Format : couleur, Cinémascope, Dolby Digital
- Dates de sortie :
  - États-Unis, France et Suisse[4] : 29 janvier 2014
  - Belgique : 26 février 2014[5]

## Distribution
- Jean-Paul Guyon : le futur père
- Sarah Cohen-Hadria : la future mère

Voix (bruits) :
- Heun-Paul Kot : Cox
- Sámmy Lenuized : Mandible
- Lan Güerll : Butor
- Calline DeKutch : la reine des fourmis rouges
- Hia Buyon : la reine des fourmis noires
- Omar Kay : Bable
- Mònica Len-Nakia : Toofette
- Deneya Kikoïne : la petite araignée noire
- Khippíne Nast : Boubil

## Production
Minuscule - La Vallée des fourmis perdues reprend l'univers et certains personnages récurrents de la série télévisée d'animation française Minuscule : La Vie privée des insectes créée par Hélène Giraud et Thomas Szabo en 2006, avec dès le début la volonté de réaliser un long-métrage tiré du même univers créatif.
Les décors du film ont été filmés en relief en prises de vue réelles dans le parc national des Écrins et le parc national du Mercantour, dans les Alpes françaises,. Le tournage a été réalisé par une équipe réduite, avec peu de déplacements et en privilégiant la lumière naturelle, afin de réduire l'empreinte écologique du tournage. Les personnages et les effets spéciaux ont été animés en images de synthèse puis intégrés aux images des décors naturels.
Les insectes de Minuscule sont peu anthropomorphiques : en dehors de leurs yeux expressifs, ils gardent une allure très proche de l'apparence d'insectes réels. Comme la série animée, le film ne comporte aucun dialogue parlé mais seulement des bruitages ; les insectes dialoguent en bourdonnant, en grésillant, etc..

## Accueil

### Accueil critique
En France, le film reçoit un très bon accueil de la part des critiques de presse. Le site Allociné lui confère une note moyenne de 4,2 sur 5, sur la base de 22 critiques parues dans la presse papier ou en ligne. Le film reçoit la meilleure évaluation possible par l'hebdomadaire culturel français Télérama. Il est également bien accueilli par la presse quotidienne nationale. Pour Le Figaro, le scénario est « drôle, tendre et ingénieux », et « les créations sonores – pluies, vents, gouttes d'eau qui tombent sur les feuilles –, parfois enregistrées dans les conditions du réel, sont bluffantes ». Le Monde souligne que « les images bénéficient du Cinémascope et de la 3D, et que la musique d'Hervé Lavandier, splendide, rappelle furieusement celles de John Williams pour Star Wars ou pour Les Aventuriers de l'arche perdue ». Selon Les Échos, le long-métrage « se distingue par l'originalité du ton et de l’image ». Pour Paris Match, « Minuscule, c'est grandiose ! », avis que rejoint Le Parisien qui y voit « une animation façon Le Seigneur des anneaux ».

### Box-office
En France, le film sort en salles le 29 janvier 2014 et est distribué sur 468 copies, nombre qualifié d'« ambitieux » par le site spécialisé Cineuropa. À Paris, où le film est exploité sur 21 copies, il réalise le meilleur démarrage de la semaine avec 3 568 entrées le jour de sa sortie, loin devant deux films américains, le drame Dallas Buyers Club de Jean-Marc Vallée (1 388 entrées sur 19 copies) et le film d'espionnage The Ryan Initiative de Kenneth Branagh (1 131 entrées sur 16 copies). Pour ses quatre premières semaines d'exploitation, le film conserve la quasi-totalité de ses séances à 20h et 22h. Il réalise environ 392 850 entrées en première semaine et un peu plus de 266 500 en deuxième semaine, soit plus de 600 000 entrées en deux semaines ; en troisième semaine, il rassemble environ 189 160 entrées, et environ 170 300 en quatrième semaine, atteignant ainsi un peu plus de 1 018 000 entrées en un mois.
- France : 1 504 000 entrées[18] (au 03/06/2015)
- Suisse : 48 708 entrées[19]
- Monde : 2 227 814 entrées (50 pays)[20]

### Distinctions
- Festival international du film pour enfants de Chicago (en)[Quand ?] : Prix d'honneur du film d'animation
- Sélection au Festival international du film de Saint-Sébastien[Quand ?]
- Festival du film de Mill Valley[Quand ?] : Gold Award du film pour enfants
- Festival international du film d'animation et du dessin animé de Chine (Hangzhou)[Quand ?] : Médaille d'argent
- Magritte 2015 : Meilleur film étranger en coproduction
- Trophées du Film français 2015 : Trophée de la première œuvre animation
- Pré-sélection aux Oscars et BAFTA 2015
- César du cinéma 2015 : Meilleur film d'animation[21]